# Beukenbladsnijdermot
De beukenbladsnijdermot (Incurvaria koerneriella) is een dagactieve nachtvlinder uit de familie van de witvlekmotten (Incurvariidae). De spanwijdte van de vlinder bedraagt tussen de 12 en 16 millimeter.

## Waardplanten
De beukenbladsnijdermot heeft de beuk, eiken en lindes als waardplanten. De jonge rups mineert; de oudere rups laat zich op de grond vallen en eet van dood blad. De rups leeft en verpopt zich dan in een van blad gemaakt zakje.

## Voorkomen in Nederland en België
De beukenbladsnijdermot is in Nederland en in België een zeldzame en lokale soort. De soort kent één generatie, die vliegt in april en mei.